# Landung auf Emirau
1942

Rabaul –
1. Salamaua-Lae –
Operation N –
Operation MO –
Korallenmeer –
Buna-Gona –
Kokoda Track –
Milne-Bucht –
Goodenough –
Buna-Gona-Sanananda –
Operation Lilliput 
1943

Wau –
Bismarcksee –
I –
2. Salamaua-Lae –
Chronicle –
Finisterre –
Cartwheel –
Bougainville –
Huon –
Neubritannien –
Bombardierung von Rabaul 
1944–1945

Admiralitätsinseln –
Emirau –
Take Ichi Konvoi –
Reckless –
Persecution –
Wakde-Sarmi –
Biak –
Noemfoor –
Driniumor –
Sansapor –
Morotai –
Aitape–Wewak
Die Landung auf Emirau (Operation Beefsteak) im Bismarck-Archipel wurde im Rahmen der Operation Cartwheel während des Pazifikkrieges im Zweiten Weltkrieg am 20. März 1944 durchgeführt. Sie diente zur Isolierung des strategisch wichtigen japanischen Stützpunkts Rabaul.

## Vorgeschichte
Die Planungen der Operation Cartwheel durch General MacArthur sahen vor, Rabaul zu isolieren und zu umgehen. Damit sollte diese starke Basis der Japaner neutralisiert werden, damit von dort aus keine weitere Gefahr für die nachfolgenden Operationen im Südwestpazifik mehr ausgingen.
Im Spätsommer 1943 bereiteten die Mitarbeiter von General MacArthur Pläne für die Operationen vor, die Bougainville und Cape Gloucester folgen und die Einkreisung der wichtigsten japanischen Basis in New Britain abschließen sollten.

## Planung
Für den ersten März 1944 lauteten die Planungen Kavieng und die Admiralitätsinseln mittels Truppen, Flugzeugen und Schiffen zu erobern.
Neu errichtete Flugplätze der Alliierten in Finschhafen und Cape Gloucester ermöglichten es, dass die Landungen auf den Admiralitätsinseln von landgestützten Kämpfern angemessen abgedeckt werden konnten, die Kavieng-Operationen jedoch Luftunterstützung erforderten. Auch eine Erhöhung der Reichweite durch Flugplätze am Kap Torokina würde nicht ausreichen, um effektive Eskorten bereitzustellen und Patrouillenflüge der Japaner über Kavieng zu bekämpfen.
Die Offensive im Zentralpazifik begann mit den Operationen um die Gilbertinseln Ende November 1943. Die allein dadurch entstandenen hohen Anforderungen an die Schifffahrtsressourcen und Logistik der Pazifikflotte führten dazu, dass der D-Day für Kavieng bis zum 1. Mai 1944 verschoben wurde. Doch angesichts dieser dann entstehenden sechsmonatigen „Lücke“ im Vormarsch durch den Südpazifik und den dadurch entstehenden Verlust des Überraschungsmoments konsultierte Admiral Halsey General MacArthur, der „seine uneingeschränkte Zustimmung“ zu dem Plan für eine Zwischenoperation gab, „die die Offensive am Laufen halten, eine weitere nützliche Basis bieten und den Druck auf den Feind aufrechterhalten würde“.
Halsey befahl seinen Mitarbeitern, Pläne für die Eroberung der Green Islands vorzubereiten, die von ihm als Zwischenziel ausgewählt wurden. Zugleich wies er sie auch an, die Möglichkeit zu prüfen, Emirau in den St. Matthias-Inseln als Alternative zu Kavieng zu erobern. Dies würde im Wesentlichen das gleiche Ziel wie der vorgeschlagene groß angelegte Kavieng-Angriff erreichen, jedoch zu deutlich geringeren Kosten. Ende 1943 schien General MacArthur von dieser Idee überzeugt, da sein Ziel, die Einschließung von Rabaul, auch damit erfüllt sein würde. Auf einer Koordinierungskonferenz am 27. Januar 1944 in Pearl Harbor beschlossen SWPA-Vertreter aber, einen gleichzeitigen Angriff auf Kavieng und die Admiralitätsinseln vorzubereiten. Vorläufiges Zieldatum war der 1. April.
Am 12. März, kurz vor dem Ende de Operationen auf den Admiralitätsinseln, erließen die Joint Chiefs of Staff eine neue Richtlinie für künftige Operationen im Pazifik. Die Eroberung von Hollandia und Emirau wurden angeordnet, Kavieng und Hansa Bay annulliert. Emirau sollte so bald wie möglich besetzt werden. General MacArthur gab sofort den Befehl, die Vorbereitungen für den Angriff auf Kavieng zu stoppen und wies Admiral Halsey an, stattdessen Emirau mit einem Minimum an Bodenkampftruppen zu erobern. Der Kommandeur der amphibischen Streitkräfte, Admiral Wilkinson, bekam den Auftrag, das neue Ziel bis zum 20. März zu erreichen, und empfahl die 4. Division der Marines als Landeeinheit einzusetzen. Die Nachricht von Halsey in Nouméa an Wilkinson in Guadalcanal ging am frühen Morgen des 15. März ein, als die Verladung für Kavieng bereits begonnen hatte.
Die Landung sollte von Commodore Lawrence F. Reifsnider befehligt werden. Das Kommando über die Landungstruppen übernahm Brigadegeneral Alfred H. Noble, assistierender Kommandeur der 3. Division der Marines. Er war auch als Kommandeur des Inselstützpunktes vorgesehen. Marineoberst William L. McKittrick sollte die Luftkommandoeinheit übernehmen. Die 4. Division wurde von Oberstleutnant Alan Shapley befehligt.
Emirau liegt im südöstlichen Teil der St. Matthias-Gruppe, etwa 40 km von Massau, der anderen Hauptinsel entfernt. Sie liegt 145 km nordwestlich von Kavieng und wurde als geeignet für den Aufbau einer Basis für Jäger, Bomber und Torpedoboote angesehen. Alle geheimdienstlichen Berichte wiesen darauf hin, dass die Japaner die Inseln nicht in nennenswerter Stärke besetzt hatten und eine von VD-1 am 16. März geflogene Fotoaufklärungsmission enthüllte keine Spur feindlicher Aktivitäten oder Installationen.

## Die Landung

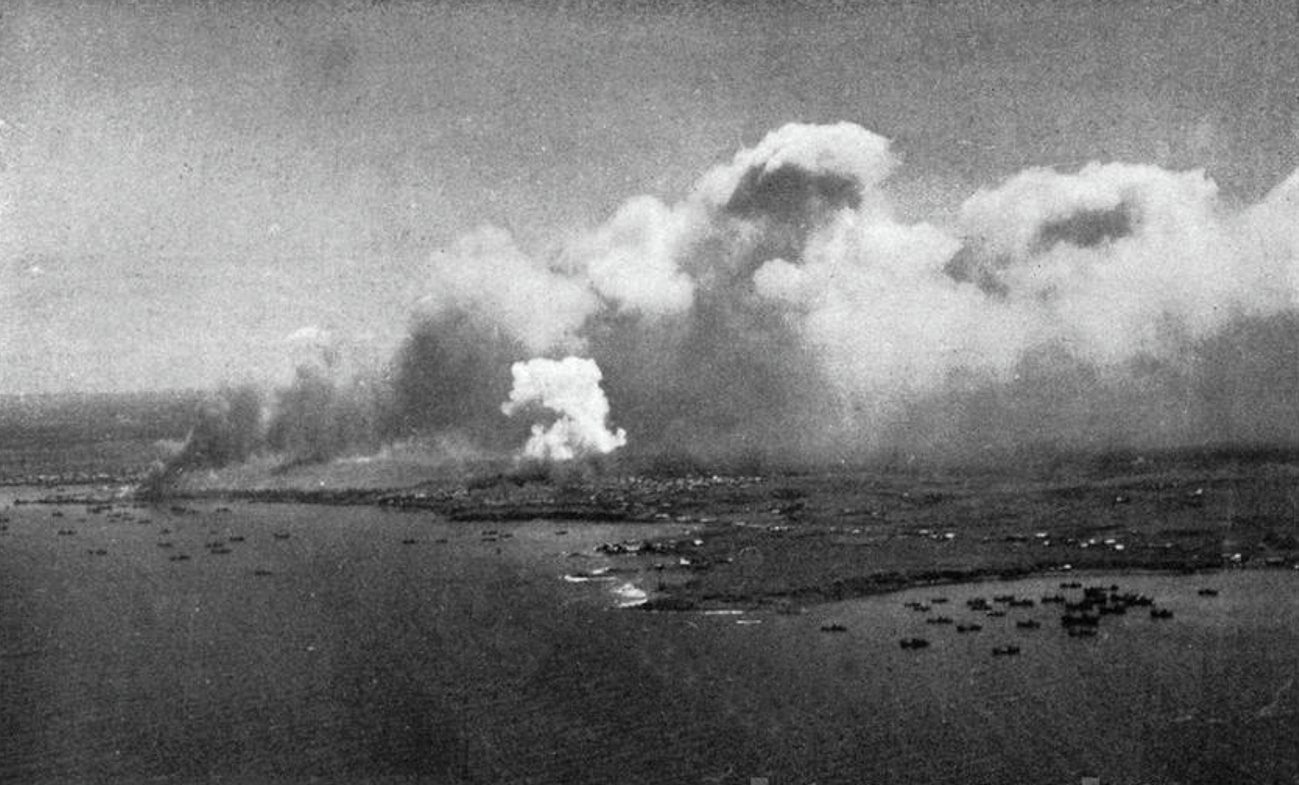
Landung der US-Einheiten auf Emirau

Die Landungseinheiten starteten am 17. März von Guadalcanal. Sie wurden unterstützt durch die Task Group 31.2 mit 19 Zerstörern sowie durch einen Verband mit den Kreuzern Santa Fé, Mobile, Biloxi, Oakland, Cleveland, Columbia und Montpelier, den Flugzeugträgern Enterprise und Belleau Wood sowie den Geleitträgern Coral Sea und Corregidor. Die vier Landungsschiffe der 4. Marine Division erreichten Emirau am 20. März 1944.
Zur Ablenkung beschossen die US-Schlachtschiffe New Mexico, Tennessee, Idaho und Mississippi unter dem Kommando von Konteradmiral Charles D. Griffin am gleichen Tag Kavieng mit mehr als 13.000 Schuss. Die Luftsicherung des Verbandes erfolgte durch die Geleitträger Manila Bay und Natoma Bay und eine weitere Geleitsicherung durch 15 Zerstörer.

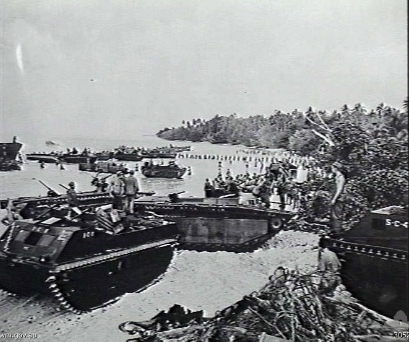
Vorräte und Ausrüstung werden an Land gebracht

Gegen 11:00 Uhr wurde mit dem Ausladen des Nachschubs begonnen. Die 3.727 Mann starke Truppe von General Noble sollte die Insel halten. Von Eingeborenen erfuhren die Soldaten, dass auf Emirau nur eine Handvoll Japaner gelandet waren, die die Insel schon vor etwa zwei Monaten verlassen hatten. Geheimdienstberichte legten nah, dass es aber auf Massau feindliche Treibstoff- und Lebensmitteldepots gab. Zudem sollte eine Funkstation dort existieren. Am 23. März beschossen Zerstörer diese Gebiete. Später berichteten Einwohner, dass die Japaner sich daraufhin nach Kavieng zurückgezogen hätten.
Am 25. März landete die erste Versorgungseinheit mit Ausrüstung und Männern eines Bataillons des 25. Marine-Bau-Regiments. Fünf Tage später trafen drei weitere Bataillone der Marines ein. Vor Ende März wurden Standorte für zwei 2,1 km lange Landebahnen für Bomber und eine 1,5 lange Bahn für Jäger gefunden und vermessen. Die Bauarbeiten dazu begannen am 31. März.

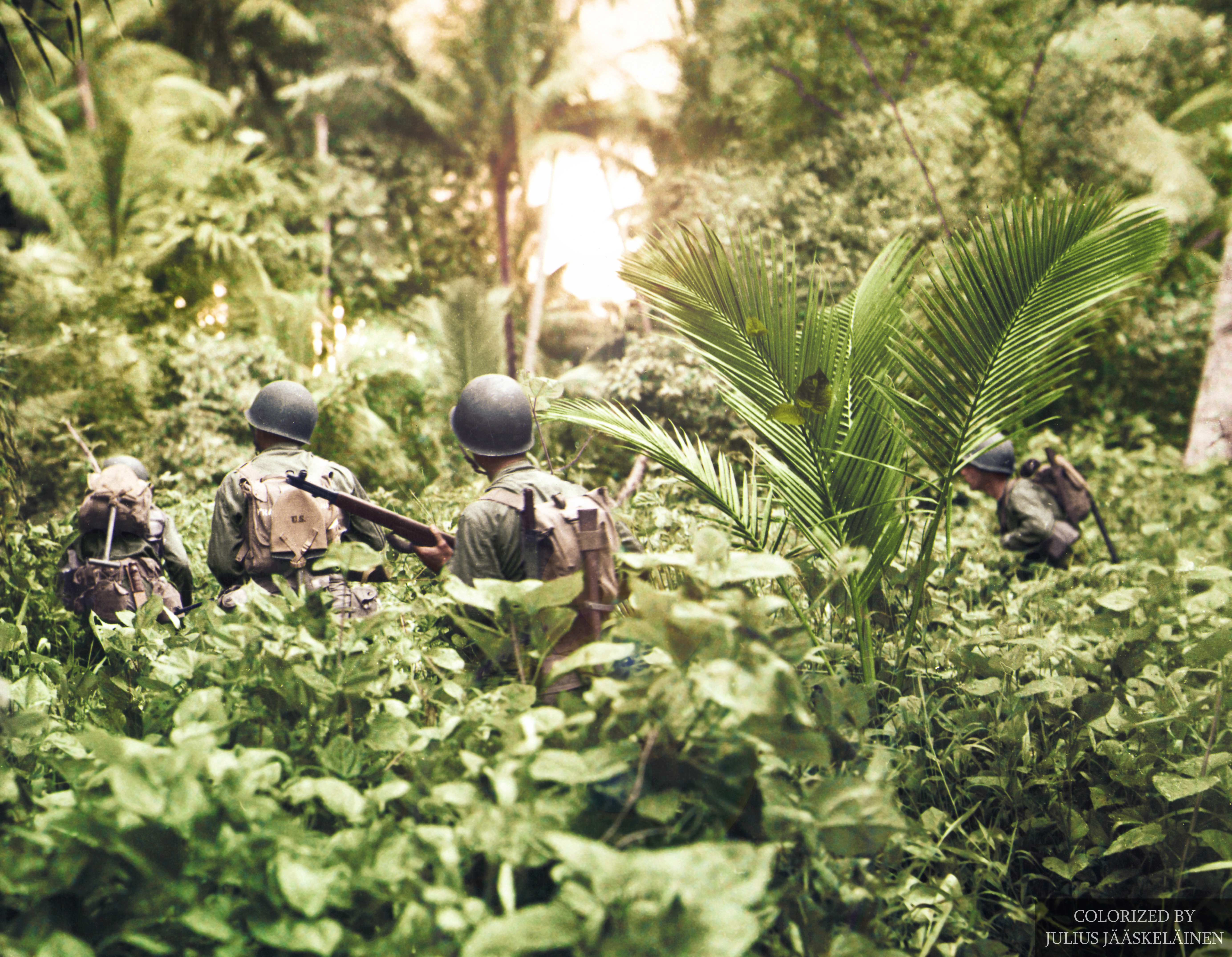
Eine Patrouille der Marines im Dschungel auf Emirau

Generalmajor James T. Moore, seit dem 1. Februar 1944 Generalkommandant des 1st Marine Aircraft Wing, traf am 7. April in Emirau ein. Mit ihm wurde die Marine Aircraft Group 12 auf Emirau stationiert. Die 4. Division der Marines wurde am 11. April vom 147. Infanterieregiment ersetzt. Am Mittag des nächsten Tags übernahm General Moore auf Befehl von Admiral Wilkinson als Befehlshaber der Operation offiziell das Kommando über alle Bodentruppen auf Emirau.

## Folgen
Ab Mitte Mai war Emirau in den Einschließungsring um Rabaul vollständig integriert. Das weitere Vordringen in Richtung Westen über den Norden Neuguineas war damit weitgehend vor Angriffen aus Rabaul gesichert. Innerhalb von drei Monaten, in denen die Zerstörung von oberirdischen Anlagen größtenteils durchgeführt wurde, wurden durchschnittlich 85 Tonnen Bomben pro Tag auf Ziele in und um Rabaul abgeworfen.